# Schaffhauser Bock
Der Schaffhauser Bock ist eine Schweizer Gratis-Wochenzeitung, benannt nach dem Schaffhauser Wappentier. Umgangssprachlich wird die Zeitung oft nur als Bock bezeichnet. Sie ist die leserstärkste Wochenzeitung, die sich ausschliesslich auf die Geschehnisse im Kanton Schaffhausen und in seiner Agglomerationen im Rafzerfeld, im nördlichen Zürcher Weinland und im ehemaligen Bezirk Diessenhofen des Kantons Thurgau fokussiert. Sie ist politisch und konfessionell unabhängig, orientiert sich am Ideal einer freien Gesellschaft und ist einer liberalen Grundhaltung verpflichtet. Dazu gehören Toleranz und Fairness sowie das Bekenntnis zur Demokratie.

## Allgemeines
Die WEMF-beglaubigte Auflage beträgt 47'955 (Vj. 49'674) Exemplare, die Reichweite 46'000 Leser (WEMF MACH Basic 2021-II). Die Zeitung wird vom Verlag Bock AG in Schaffhausen SH herausgegeben. Sie wird zu 100 Prozent durch den Unternehmer und emeritierten Wirtschaftsprofessor Giorgio Behr kontrolliert. Chefredaktor ist Sandro Zoller, Verlagsleiter ist Andreas Wittausch.
Der Schaffhauser Bock erscheint jeweils am Dienstag (bei Feiertagen am Montag oder Dienstag jeweils am Donnerstag). Sämtliche redaktionellen Inhalte, bis auf die Gastbeiträge, werden von der Redaktion und ihrem regionalen Korrespondentennetz selbst erstellt. Seine Ausrichtung ist grundsätzlich wirtschaftsfreundlich. Gedruckt wird die Zeitung bei der Mittelland Zeitungsdruck AG.

## Geschichte

### Ära Verlag Steiner & Grüninger AG (1965–2005)
Der Schaffhauser Bock wurde 1965 von René Steiner, Willy Grüninger, Walter Hauser und Alfred Roost gegründet. Dies einerseits um dem Meinungsmonopol der abonnierten Presse entgegenzuwirken und andererseits dem lokalen Gewerbe die Möglichkeit zu bieten, mit einem Inserat die ganze Region Schaffhausen zu erreichen.
Die erste Ausgabe des Schaffhauser Bocks erschien am 1. Oktober 1965, als Herausgeber fungierte der Verlag Steiner & Grüninger AG. Der noch jungen Zeitung schlug ein harter Wind entgegen, insbesondere seitens der Abopresse. So schrieb Heinz Duttli, Redaktionsleiter des Schaffhauser Wochenexpress, der vom Verlag Meier + Cie (Herausgeberin der Schaffhauser Nachrichten) als Gegenmassnahme gegen den Schaffhauser Bock gegründet wurde:

„Diese Gratis-Anzeiger sind Parasiten im schweizerischen Pressewesen. […] Ihr Auftauchen ist geeignet, die ökonomische Grundlage vor allem der kleineren Landzeitungen zu zerstören. Ueberal in unserem Lande sind – einem Seuchenzuge nicht unähnlich – die Gratis-Anzeiger aufgetaucht. Wer einer Zeitung die Inserate entzieht, bringt sie zum Schweigen. Wir sehen wohl keine Gespenster, wenn wir in dieser ganzen Kette von Anzeiger-Neugründungen eine systematisch geführte Kampagne zu erkennen mit dem Ziel, den unabhängigen und daher unbequemen Zeitungen einen Maulkorb umzuhängen. […] Dies ist die Nummer 1 des Wochenexpress. Wir werden ihn ausbauen und ihn dann noch herausgeben, wenn es keine Gratis-Anzeiger mehr gibt.“

Der Wochenexpress wurde 2013 trotzdem eingestellt, während der Schaffhauser Bock weiterhin Bestand hat. Im Laufe der Zeit geriet dessen Ertragslage jedoch zunehmend unter Druck, sodass der Konkurs drohte.

### Ära Verlag Schaffhauser Bock AG (ab 2005)
2005 übernahm Verleger Giorgio Behr den Schaffhauser Bock als Mehrheitsaktionär (51 Prozent, Meier + Cie 49 Prozent) und brachte ihn, gemeinsam mit Geschäftsführer Kurt Bühlmann, nachhaltig wieder auf Erfolgskurs. Er stellte die Organisation um und liess den redaktionellen Anteil ausbauen, um den Gratis-Anzeiger in eine Gratis-Leserzeitung umzuformen. Daraus resultierten stark steigende Leserzahlen, die sich auf durchschnittlich rund 50'000 Personen pro Ausgabe einpendelten.
2015 führte der Schaffhauser Bock einen umfassenden Relaunch durch. In der Folge wurde im selben Design auch eine neue Zeitungs-Website erstellt, die seit dem 16. August 2016 aktiv war.
2017 lancierte der Schaffhauser Bock zwei zusätzliche Lokalausgaben für Neuhausen am Rheinfall (ab 29. August) und für das Rafzerfeld (ab 26. September), indem er die ersten vier Seiten mit lokalen Inhalten ergänzt. Während die Neuhauser Lokalausgabe am 10. April 2018 aufgrund mangelnder Einnahmen wieder eingestellt werden musste, wird jene im Rafzerfeld weitergeführt. Ebenfalls 2017 führte der Schaffhauser Bock eigene Zeitungsboxen an neuralgischen Standorten im Einzugsgebiet ein.

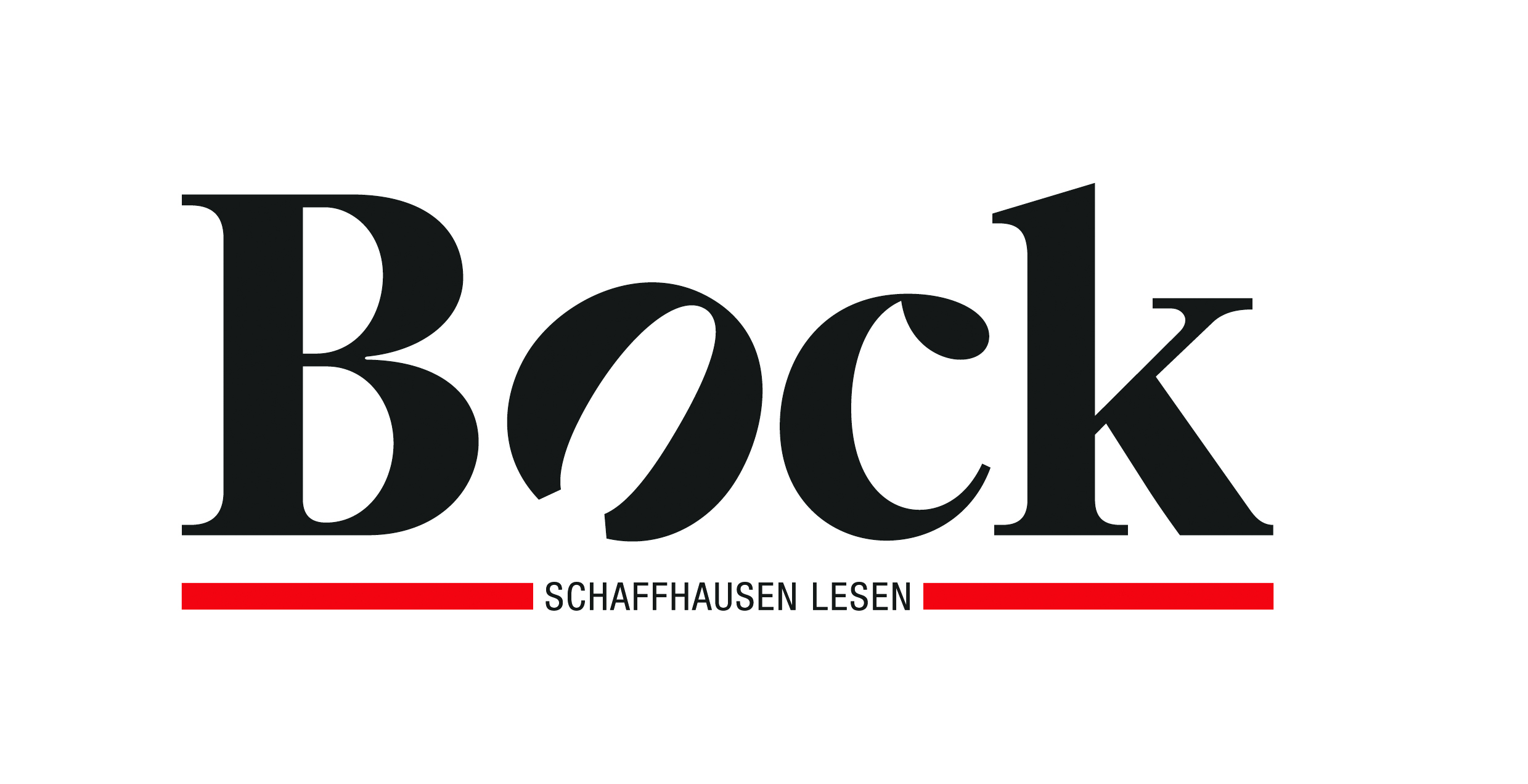
Logo ab 2020

Am 25. Juli 2018 einigten sich Giorgio Behr und die Meier + Cie, rückwirkend auf Jahresbeginn die gegenseitigen Kreuzbeteiligungen am Schaffhauser Bock sowie am Schaffhauser Magazin zu lösen. Seither kontrolliert Giorgio Behr den Schaffhauser Bock zu 100 Prozent. Anlässlich der Pensionierung Kurt Bühlmann übernahmen Verlagsleiter Andreas Wittausch und der damalige Chefredaktor Daniel Thüler die Geschäftsführung.
2020 Neustrukturierung der Print-Inhalte inkl. geändertem Layout und Neulancierung von digitalen Angeboten.
2021 Lancierung des neuen Online-Portals "Schaffhausen24" und Bezug der Räumlichkeiten in der Stadt Schaffhausen. Gründung des "Meetingpoint", einer Eventlocation inkl. Bistrobetrieb. Medienvielfalt gebündelt mit den Sparten Kultur, Sport, Business und Networking.

## Teilung (Bünde)
Der Schaffhauser Bock besteht in der Regel aus zwei Zeitungsbünden mit meist folgender Gliederung:
- 1. Bund: Leitartikel, Kommentar, Gastkolumne, Neues zu Namen, Bock-Splitter, Politik, Wirtschaft, Kolumnen
- 2. Bund: Sport, Kultur, Veranstaltungsagenda, Letzte Seite (People)

Es erscheinen regelmässig Sonderbeilagen zu aktuellen Themen, dies entweder als zusätzlicher Bund oder als Tabloid-Beilage.

## Werbepartner
Der Schaffhauser Bock ist Teil der Werbe-Kombination Swiss-Regio-Kombi, die 21 Gebiete in der Deutschschweiz abdeckt. Zudem pflegt er eine Verlagspartnerschaft mit dem Singener Wochenblatt.